# Chaetoepalpus coquilleti
Chaetoepalpus coquilleti là một loài ruồi trong họ Tachinidae.